# العلوم والتكنولوجيا في أرمينيا
العلوم والتكنولوجيا في أرمينيا يصف الاتجاهات والتطورات في مجال العلم والتكنولوجيا والابتكار والحكم في أرمينيا.

## الخلفية
إن بناء نظام بحث فعال هو هدف استراتيجي للسلطات الأرمينية. يوجد في أرمينيا عدد من الأصول، بما في ذلك قاعدة علمية قوية، وشتات أرمني كبير وقيم وطنية تقليدية تؤكد على التعليم والمهارات. ومع ذلك، لا يزال هناك عدد من العقبات التي يجب التغلب عليها في بناء نظام الابتكار الوطني. وأكبر هذه العوامل هو الروابط الضعيفة بين الجامعات ومؤسسات البحث وقطاع الأعمال. هذا جزء من إرث الماضي السوفياتي للبلاد، عندما كان التركيز على تطوير العلاقات عبر الاقتصاد السوفياتي وليس داخل أرمينيا. كانت معاهد البحث والصناعة جزءًا من سلاسل القيمة في سوق كبيرة تفككت مع الاتحاد السوفياتي. وبعد مرور عقدين، لم تصبح الشركات المحلية بعد مصادر فعالة للطلب على الابتكار.
شهدت أرمينيا حالة من الركود في عام 2009 خلال الأزمة المالية العالمية، قبل العودة إلى النمو الاقتصادي المتواضع. خلال الفترة 2008-2013، نما اقتصاد أرمينيا بنسبة 1.7 ٪ سنويا، في المتوسط.

## التعاون الدولي
أرمينيا عضو في منظمة التعاون الاقتصادي للبحر الأسود (BSEC)، إلى جانب ألبانيا وأذربيجان وبلغاريا وجورجيا واليونان ومولدوفا ورومانيا والاتحاد الروسي وصربيا وتركيا وأوكرانيا. تأسست هذه المنظمة في عام 1992، بعد فترة وجيزة من تفكك اتحاد الجمهوريات الاشتراكية السوفياتية، من أجل تطوير الرخاء والأمن داخل المنطقة. أحد الأهداف الاستراتيجية لمنظمة التعاون الاقتصادي هي تعميق التعاون مع الاتحاد الأوروبي. لا توجد لدى أرمينيا اتفاقية شراكة مع الاتحاد الأوروبي (بخلاف جورجيا ومولدوفا وأوكرانيا) ولكنها مع ذلك مؤهلة للتقدم بطلب للحصول على تمويل للبحوث في إطار برامج إطار عمل الاتحاد الأوروبي لمدة سبع سنوات. سعى الاتحاد الأوروبي إلى تعزيز مشاركة البلدان من المنطقة في هذه البرامج. بالتعاون مع منظمة التعاون الاقتصادي في منطقة البحر الأسود، كان لمشروع الاتحاد الأوروبي للشبكات في العلوم والتكنولوجيا في منطقة البحر الأسود (2009-2012) دورًا هامًا في تمويل عدد من المشاريع التعاونية عبر الحدود، لا سيما في التقنيات النظيفة والسليمة بيئيًا. خطة العمل الثالثة لمنظمة BSEC حول العلوم والتقنية 2014-2018 تقر بأن جهودًا كبيرة قد تم تكريسها لإنشاء برنامج أبحاث البحر الأسود الذي يشارك فيه كل من منظمة التعاون الاقتصادي لأوروبا ودول الاتحاد الأوروبي، ولكن أيضًا، «في فترة التمويل العام الشحيح، ستقلص مشاريع الأبحاث التي يمكن أن يدعمها صندوق تنمية المشاريع، ونتيجة لذلك، سيكون تأثيرها محدودًا»
أرمينيا عضو في الاتحاد الاقتصادي الآسيوي منذ تشرين الأول / أكتوبر 2014. تأسست هذه الهيئة في أيار / مايو 2014 من بيلاروس وكازاخستان والاتحاد الروسي. وكان التعاون بين الدول الأعضاء في مجال العلوم والتكنولوجيا كبيرًا وقابل للتدوين في النصوص القانونية، فمن المتوقع أن يكون للاتحاد الاقتصادي الآسيوي تأثير إضافي محدود على التعاون بين المختبرات العامة أو الأوساط الأكاديمية ولكنه قد يشجع روابط البحث بين الأعمال التجارية والتنقل العلمي، بما في ذلك النص على التداول الحر للعمالة ولوائح البراءات الموحدة.
أرمينيا تستضيف فرع من المركز الدولي للعلوم والتكنولوجيا (ISTC). وتستضيف أطراف أخرى في الإتفاقية فروع ISTC وهي: بيلاروسيا وجورجيا وكازاخستان وقيرغيزستان وطاجيكستان. تأسست ISTIC في عام 1992 من قبل الاتحاد الأوروبي واليابان والاتحاد الروسي والولايات المتحدة الأمريكية لإشراك علماء الأسلحة في مشاريع البحوث المدنية وتعزيز نقل التكنولوجيا. تم نقل مقر ISTC إلى جامعة نزارباييف في كازاخستان في يونيو 2014، بعد ثلاث سنوات من إعلان الاتحاد الروسي انسحابه من المركز.
أرمينيا هي أيضا عضو في منظمة الأمن والتعاون في أوروبا ومنظمة التجارة العالمية.

## حوكمة العلوم
في أرمينيا، تميل اللوائح التي تحكم أبحاث «الصالح العام» إلى أن تكون خطوة متقدمة على تلك المتعلقة بتحويل نتائج الأبحاث إلى تسويق. كان القانون التشريعي الأول فيما يتعلق بالعلم والتكنولوجيا هو قانون النشاط العلمي والتكنولوجي (2000). حدد المفاهيم الأساسية المتعلقة بإجراء البحوث والمنظمات ذات الصلة.

### لجنة الدولة للعلوم
في عام 2007، اتخذت الحكومة قرارًا سياسيًا رئيسيًا من خلال اعتماد قرار بإنشاء لجنة الدولة للعلوم (SCS). في حين كانت لجنة تابعة لوزارة التعليم والعلوم، تم تمكين SCS بمسؤوليات واسعة النطاق باعتبارها الوكالة العامة الرائدة لحوكمة العلوم، بما في ذلك صياغة التشريعات والقواعد واللوائح المتعلقة بتنظيم العلوم وتمويلها. بعد فترة وجيزة من إنشاء لجنة SCS ، تم تقديم تمويل تنافسي للمشروع لتكملة التمويل الأساسي لمؤسسات البحث العامة؛ هذا التمويل انخفض على مر السنين من الناحية النسبية. SCS هي أيضا الوكالة الرائدة لتطوير وتنفيذ برامج البحوث في أرمينيا.

#### وثائق السياسة الرئيسية
قاد لجنة الدولة للعلوم إعداد ثلاث وثائق رئيسية والتي اعتمدت في وقت لاحق من قبل الحكومة في عام 2010: واستراتيجية تطوير العلوم 2011-2020، الأولويات العلوم والتكنولوجيا للتنمية للفترة 2010-2014 وخطة العمل الاستراتيجية للتنمية العلوم للفترة 2011-2015 . واستراتيجية تطوير العلوم 2011-2020 تتوخى الاقتصاد القائم على المعرفة التنافسية بالاعتماد على البحوث الأساسية والتطبيقية. وخطة عمل تسعى لترجمة هذه الرؤية إلى البرامج والأدوات التشغيلية دعم البحوث في country.The إستراتيجية تطوير العلوم 2011-2020 تتصور أن «بحلول عام 2020، تعتبر أرمينيا دولة ذات اقتصاد قائم على المعرفة وتنافسية داخل منطقة الأبحاث الأوروبية بمستوى البحث الأساسي والتطبيقي». تم صياغة الأهداف التالية:
- إنشاء نظام قادر على إدامة تطور العلم والتكنولوجيا.
- تنمية الإمكانات العلمية وتحديث البنية التحتية العلمية.
- تعزيز البحوث الأساسية والتطبيقية.
- إنشاء نظام تآزري للتعليم والعلم والابتكار.
- أن تصبح موقعًا متميزًا للتخصص العلمي في منطقة الأبحاث الأوروبية.

بناءً على هذه الإستراتيجية، تمت الموافقة على خطة العمل من قبل الحكومة في يونيو 2011. حددت الأهداف التالية:
- تحسين نظام إدارة العلم والتكنولوجيا وتهيئة الظروف اللازمة للتنمية المستدامة.
- إشراك المزيد من الشباب والموهوبين في التعليم والبحث، مع ترقية البنية التحتية للأبحاث.
- تهيئة الظروف اللازمة لتطوير نظام ابتكارات وطني متكامل.
- تعزيز التعاون الدولي في البحث والتطوير.

الإنفاق على البحوث في أرمينيا والبلدان المجاورة ، حسب قطاع الأداء ، 2005 و 2013. المصدر: تقرير اليونسكو للعلوم: نحو 2030 (2015) ، شكل 12.5

على الرغم من أن الإستراتيجية تتبع بوضوح نهج «الدفع العلمي»، حيث تعتبر المعاهد البحثية العامة الهدف الرئيسي للسياسة، إلا أنها تشير مع ذلك إلى أهداف توليد الابتكار وإنشاء نظام للابتكار. ومع ذلك، فإن قطاع الأعمال، الذي هو المحرك الرئيسي للابتكار، لم يتم ذكره. في إطار الإستراتيجية وخطة العمل، أصدرت الحكومة قرارًا في مايو 2010 حول أولويات تطوير العلوم والتكنولوجيا للفترة 2010-2014 . كانت هذه الأولويات:
الدراسات الأرمنية والعلوم الإنسانية والعلوم الاجتماعية؛
علوم الحياة؛
الطاقة المتجددة، مصادر الطاقة الجديدة؛
التقنيات المتقدمة وتقنيات المعلومات
الفضاء، علوم الأرض، الاستخدام المستدام للموارد الطبيعية؛ والبحث الأساسي تعزيز البحوث التطبيقية الأساسية.
من المتوقع أيضًا أن يلعب قانون الأكاديمية الوطنية للعلوم (مايو 2011) دورًا رئيسيًا في تشكيل نظام الابتكار الأرمني. وهو يتيح للأكاديمية القيام بأنشطة أعمال أوسع نطاقا فيما يتعلق بتسويق نتائج البحوث وإيجاد الفوائد الجانبية؛ كما ينص على إعادة هيكلة الأكاديمية الوطنية للعلوم من خلال الجمع بين المعاهد العاملة في مجالات البحوث وثيقة الصلة في هيئة واحدة. ثلاثة من هذه المراكز الجديدة ذات أهمية خاصة: مركز التكنولوجيا الحيوية، ومركز علم الحيوان والبيئة المائية ومركز الكيمياء العضوية والصيدلانية.
بالإضافة إلى سياسات الابتكار والعلوم الأفقي، تركز الإستراتيجية الحكومية على مخططات الدعم على قطاعات مختارة من السياسة الصناعية. في هذا السياق، تدعو لجنة الدولة للعلوم مشاركة القطاع الخاص على أساس التمويل المشترك في المشاريع البحثية التي تستهدف النتائج التطبيقية. وقد تم تمويل أكثر من 20 مشروعًا في ما يسمى الفروع المستهدفة: الأدوية، والطب والتكنولوجيا الحيوية، والميكنة الزراعية وبناء الآلات، والإلكترونيات، والهندسة، والكيمياء، وعلى وجه الخصوص، مجال تكنولوجيا المعلومات.
أحرزت أرمينيا المرتبة 72 في مؤشر الابتكار العالمي عام 2023، متراجعةً من المركز 64 عام 2019.

### تعزيز العلاقات بين العلوم والصناعة
على مدى العقد الماضي، بذلت الحكومة جهداً لتشجيع الروابط بين العلوم والصناعة. كان قطاع تكنولوجيا المعلومات الأرمني نشطًا بشكل خاص: فقد تم تأسيس عدد من الشراكات بين القطاعين العام والخاص بين الشركات والجامعات، من أجل منح الطلاب مهارات قابلة للتسويق وتوليد أفكار مبتكرة في واجهة العلوم والأعمال.

## الاستثمار المالي في البحث

الإنفاق البحثي في أرمينيا والبلدان المجاورة كنسبة مئوية من الناتج المحلي الإجمالي ، 2001-2013. المصدر: تقرير اليونسكو للعلوم: نحو عام 2030 (2015) ، شكل 12.3

إن الإنفاق المحلي الإجمالي على البحث والتطوير منخفض في أرمينيا، حيث بلغ متوسطه 0.25٪ من الناتج المحلي الإجمالي خلال الفترة 2010 - 2013، مع ملاحظة تغير طفيف سنوي في السنوات الأخيرة. هذه ليست سوى حوالي ثلث النسب التي لوحظت في بيلاروسيا وأوكرانيا. ومع ذلك، فإن السجل الإحصائي لنفقات البحوث غير مكتمل في أرمينيا، حيث لا يتم مسح الإنفاق في مؤسسات الأعمال المملوكة للقطاع الخاص. مع هذا الشرط، يمكن للمرء أن يؤكد أن حصة التمويل البحثي من ميزانية الدولة قد ازدادت منذ الأزمة المالية العالمية 2008-2009 وتمثل حوالي الثلثين (66.3٪) من الإنفاق المحلي على الأبحاث في عام 2013.